# Gustavia speciosa
Gustavia speciosa är en tvåhjärtbladig växtart som beskrevs av Dc. Gustavia speciosa ingår i släktet Gustavia och familjen Lecythidaceae.

## Underarter
Arten delas in i följande underarter:
- G. s. occidentalis
- G. s. speciosa